# Cattedrali in Belize
Questa è una lista delle cattedrali in Belize.

## Cattedrali cattoliche
| Cattedrale                                | Arcidiocesi o diocesi | Località | Dedica                      | Immagine |
| ----------------------------------------- | --------------------- | -------- | --------------------------- | -------- |
| Cattedrale del Santissimo Redentore       | Belize-Belmopan       | Belize   | Gesù                        |          |
| Cattedrale di Nostra Signora di Guadalupe | Belize-Belmopan       | Belmopan | Nostra Signora di Guadalupe |          |

## Cattedrale anglicana
| Cattedrale                 | Diocesi           | Città  | Dedica                | Immagine |
| -------------------------- | ----------------- | ------ | --------------------- | -------- |
| Cattedrale di San Giovanni | Diocesi di Belize | Belize | San Giovanni Battista |          |